# Maria Rosaria Omaggio

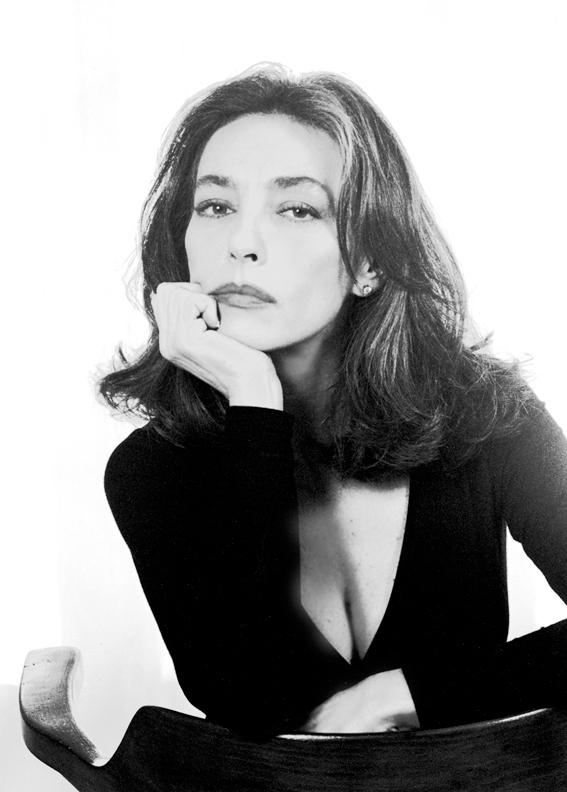
Maria Rosaria Omaggio (2012)

Maria Rosaria Omaggio (* 11. Januar 1954 in Rom; † 30. Juni 2024 in Rom) war eine italienische Schauspielerin und Autorin.

## Leben
Maria Rosaria Omaggio debütierte im Jahr 1973 in der TV-Show Canzonissima und 1976 im Film Die Viper von Regisseur Umberto Lenzi. Diese Produktion zählt zum Genre des Poliziottesco, in dem es um Mafia, Polizei und Gangster geht.
In den folgenden Jahren wirkte sie in ähnlichen Filmproduktionen sowie auch in verschiedenen Theaterstücken und in Fernsehsendungen mit. Ihr Schaffen umfasste rund 40 Produktionen für Film und Fernsehen. Bei einem Spielfilm führte sie auch Regie. Im Film Wałęsa. Der Mann aus Hoffnung verkörperte sie 2013 die italienische Journalistin Oriana Fallaci. Hierfür wurde sie bei den Internationalen Filmfestspielen von Venedig 2013 mit dem Pasinetti Award geehrt. Sie war bis zum Jahr 2021 als Schauspielerin vor der Kamera tätig.
Die Italienerin war als „Goodwill Ambassador“ für das Kinderhilfswerk der Vereinten Nationen (UNICEF) tätig.
Die in ihrer Geburtsstadt Rom lebende Omaggio starb dort am 30. Juni 2024 nach längerer Krankheit im Alter von 70 Jahren.

## Filmografie (Auswahl)
- 1975: Die Viper (Roma a mano armata)
- 1976: Die Strickmütze (Squadra antiscippo)
- 1976: Zum Teufel mit der Jungfernschaft (La segretaria privata di mio padre)
- 1979: Joséphine und das Spiel um Liebe und Macht (Joséphine ou la Comédie des ambitions, Miniserie, 2 Folgen)
- 1980: Großangriff der Zombies (Incubo sulla città contaminata)
- 1981: Tutto compreso (Fernsehserie, 6 Folgen)
- 1981–1982: Wettlauf nach Bombay (La Nouvelle Malle des Indes, Miniserie)
- 1983–1984: Der Mann von Suez (L’homme de Suez, Miniserie, 4 Folgen)
- 1985: Die Abenteuer des Herkules 2. Teil (The Adventures of Hercules)
- 1987: Il generale (Miniserie, 4 Folgen)
- 1992: Edera (Fernsehserie, 18 Folgen)
- 1992: Micaela (Fernsehserie, 69 Folgen)
- 2004: Una cosa in mente - San Giuseppe Benedetto Cottolengo
- 2006: Don Matteo (Fernsehserie, 1 Folge)
- 2010: The Museum of Wonders
- 2012: To Rome with Love
- 2013: Wałęsa. Człowiek z nadziei
- 2016: La sonata del silencio (Fernsehserie, 5 Folgen)
- 2017: Ninna Nanna
- 2021: Sabato, domenica e lunedì (Fernsehfilm)